# Île de Batz
Die Île de Batz [il də ba] (bretonisch Enez-Vaz) ist eine Insel im Norden des Départements Finistère in der französischen Region Bretagne, gegenüber von Roscoff. Sie bildet die gleichnamige Gemeinde Île-de-Batz mit 457 Einwohnern (Stand 1. Januar 2022) im Kanton Saint-Pol-de-Léon im Arrondissement Morlaix.

## Größe und Lage

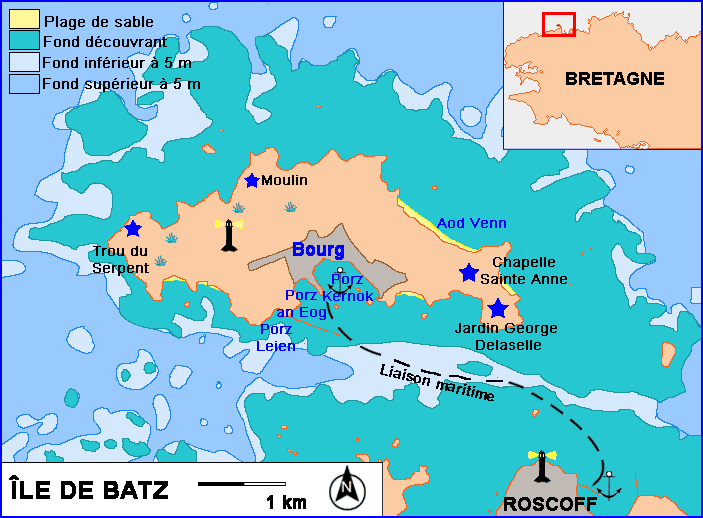
Lage der Ile de Batz

Die Insel ist 3,5 Kilometer lang und maximal eineinhalb Kilometer breit, die gesamte Fläche beträgt 305 Hektar. Im Jahre 2020 wurden 450 Einwohner gezählt, dies entsprach einer Bevölkerungsdichte von 148 Einwohnern pro km². Einziger Ort auf der Insel ist Porz Kernog mit einer kleinen Kirche, daneben finden sich Bauernhöfe und Ferienhäuser in lockerer Bebauung. Einzelne Strände, die nur bei Niedrigwasser nutzbar sind, wechseln sich mit typisch bretonischer Felsküste ab. Île-de-Batz ist die nördlichste Gemeinde des Départements Finistère.

## Klima
Ist das bretonische Klima durch den Golfstrom schon ausgesprochen mild, so ist das Mikroklima auf der Insel Batz ganz besonders mild, vergleichbar mit den britischen Kanalinseln, und damit besonders geeignet für die Landwirtschaft. Die Insel war daher schon immer für ihren Gemüseanbau bekannt – das erste frische Gemüse im Frühjahr kommt häufig von dort. Teilweise kann einmal mehr pro Jahr geerntet werden als auf dem Festland.

## Bevölkerungsentwicklung
| Jahr                       | 1962 | 1968 | 1975 | 1982 | 1990 | 1999 | 2010 | 2017 | 2019 | 2020 |
| Einwohner                  | 1059 | 956  | 807  | 744  | 746  | 575  | 507  | 457  | 452  | 450  |
| Quellen: Cassini und INSEE |      |      |      |      |      |      |      |      |      |      |

## Sehenswürdigkeiten
Siehe auch: Liste der Monuments historiques in Île-de-Batz
- Küstenwanderweg rund um die Insel (zwei Stunden)
- Die Ruine einer der heiligen Anna (Sainte-Anne) gewidmeten romanischen Kapelle
- Botanischer Garten Jardin Georges Delaselle (Eintritt) mit der Nekropole im Jardin Georges Delaselle
- Leuchtturm (Eintritt)
- Schlangenloch, in dem der Legende nach ein Ungeheuer (Drache) verschwand, nachdem es vom Hl. Leon eingeschüchtert worden war.

## Infrastruktur
Im Ort befinden sich ein Campingplatz direkt am Meer, eine Jugendherberge, ein Hotel, Restaurants und ein Fahrradverleih. Es gibt fast keine Autos auf der Insel, sie ist nur per Fähre von Roscoff zu erreichen. Damit der Fährverkehr auch bei Niedrigwasser möglich ist, wurde ein weit ins Meer reichender Steg gebaut. Die Ablegestelle des Fährschiffs unterscheidet sich also je nach Wasserstand.

Île de Batz
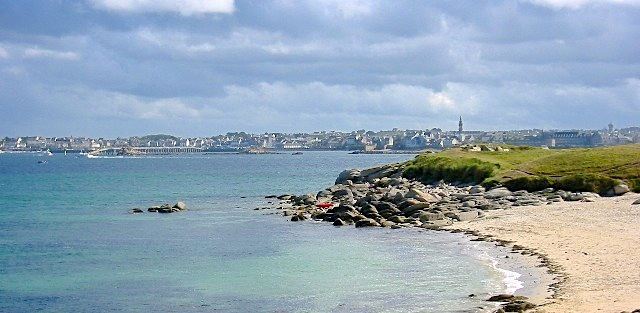
Blick nach Roscoff
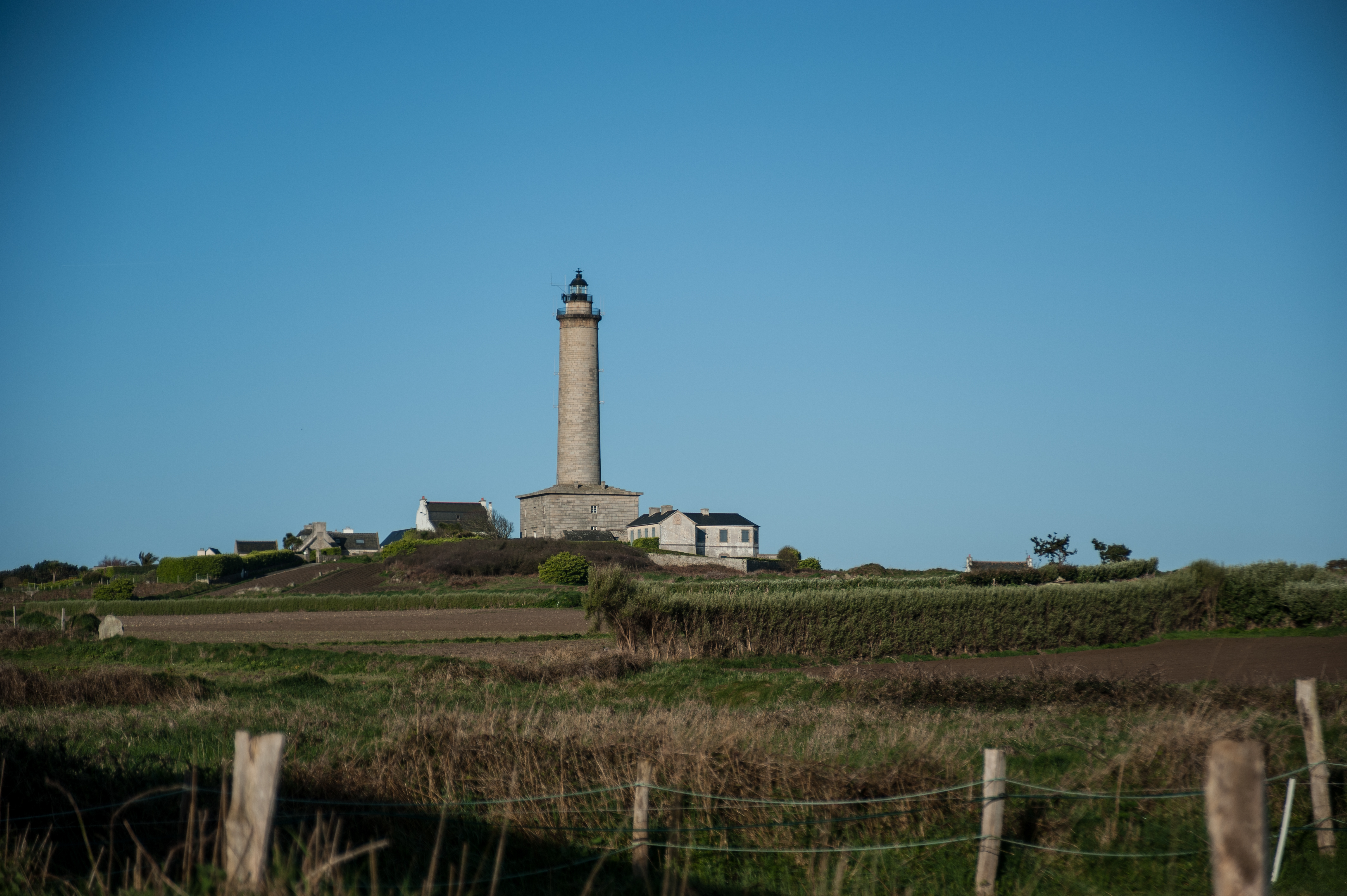
Leuchtturm
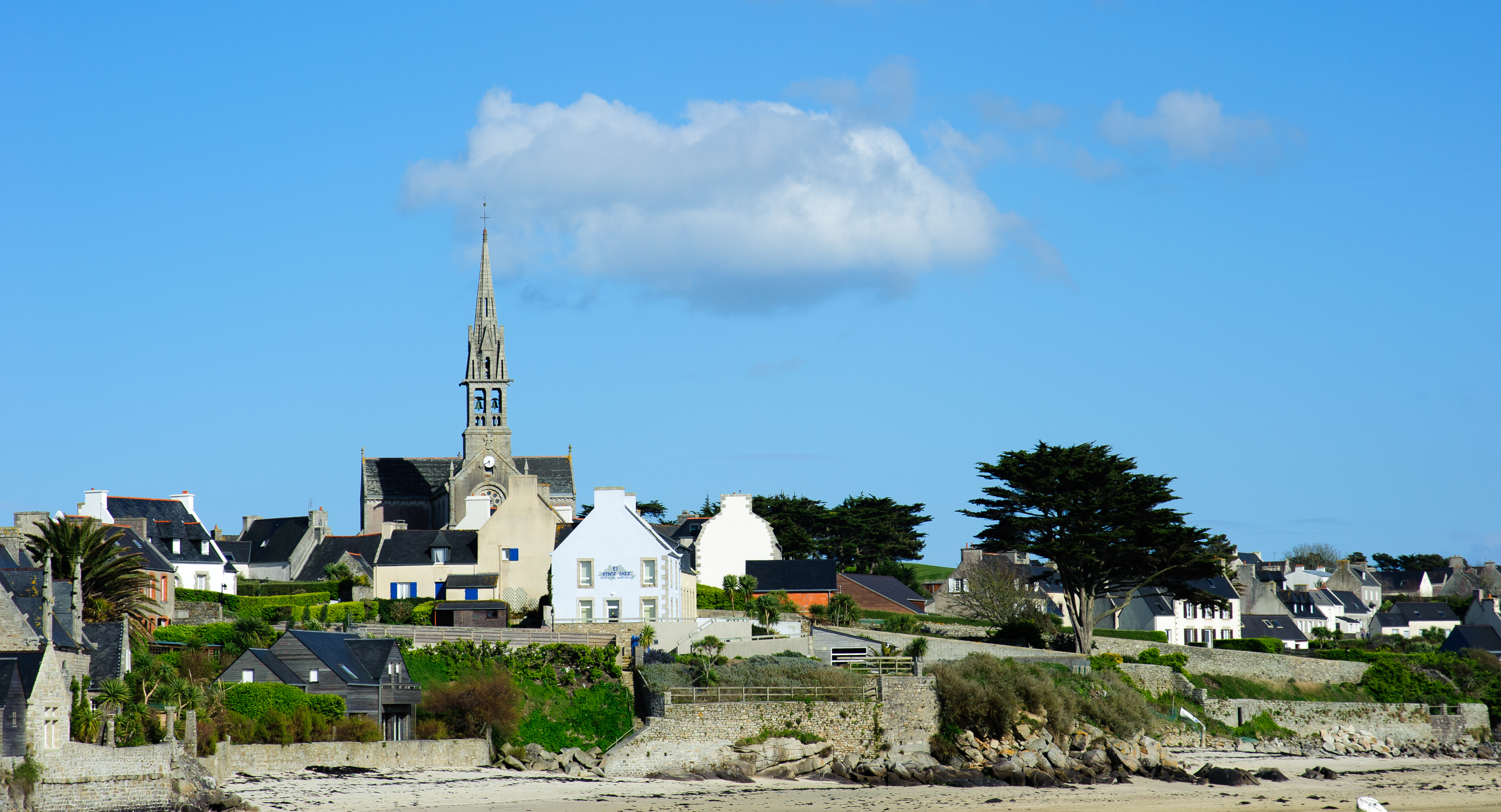
Porz Kernog, Hauptort
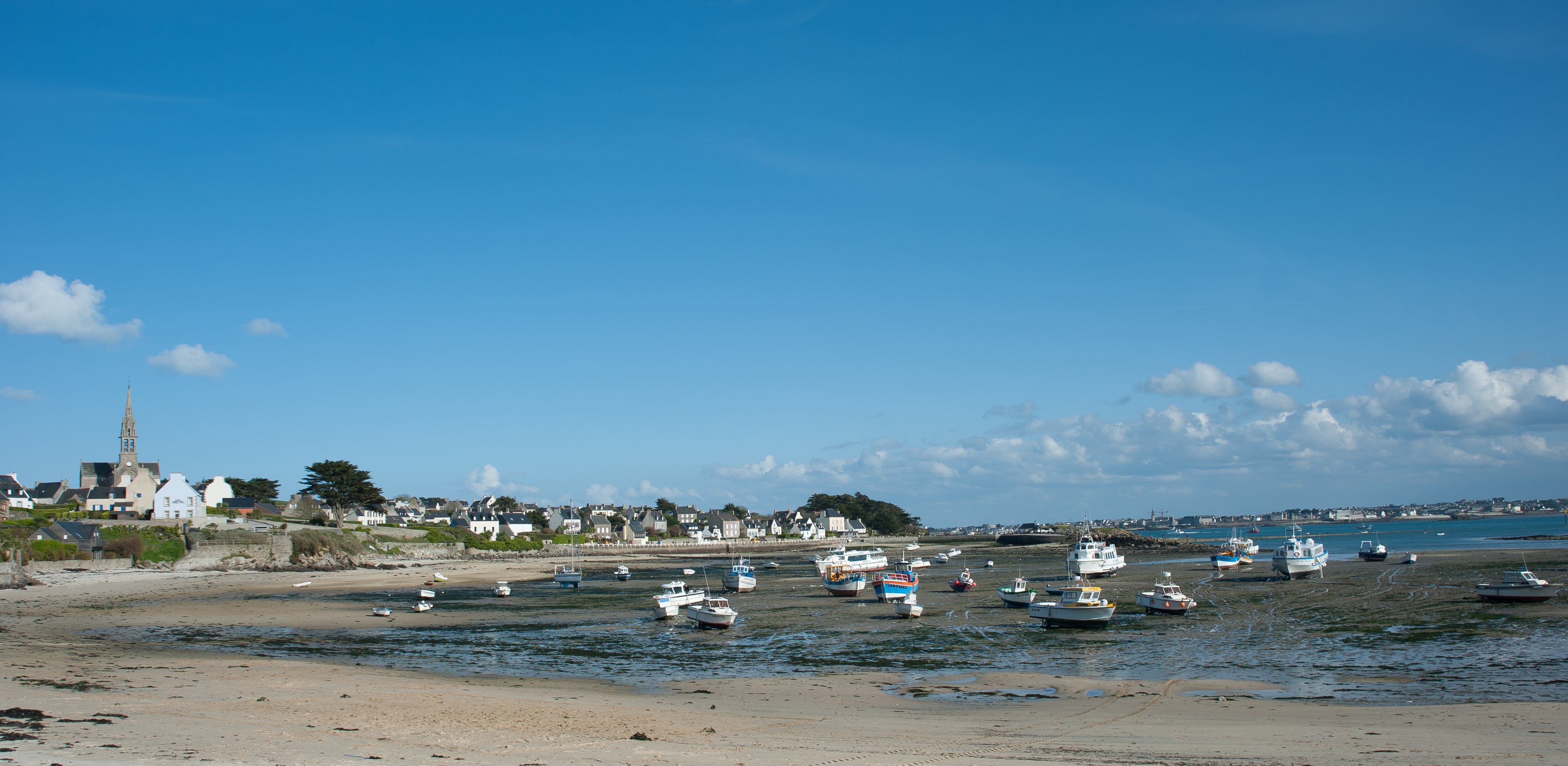
Hafen von Porz Kernog bei Niedrigwasser
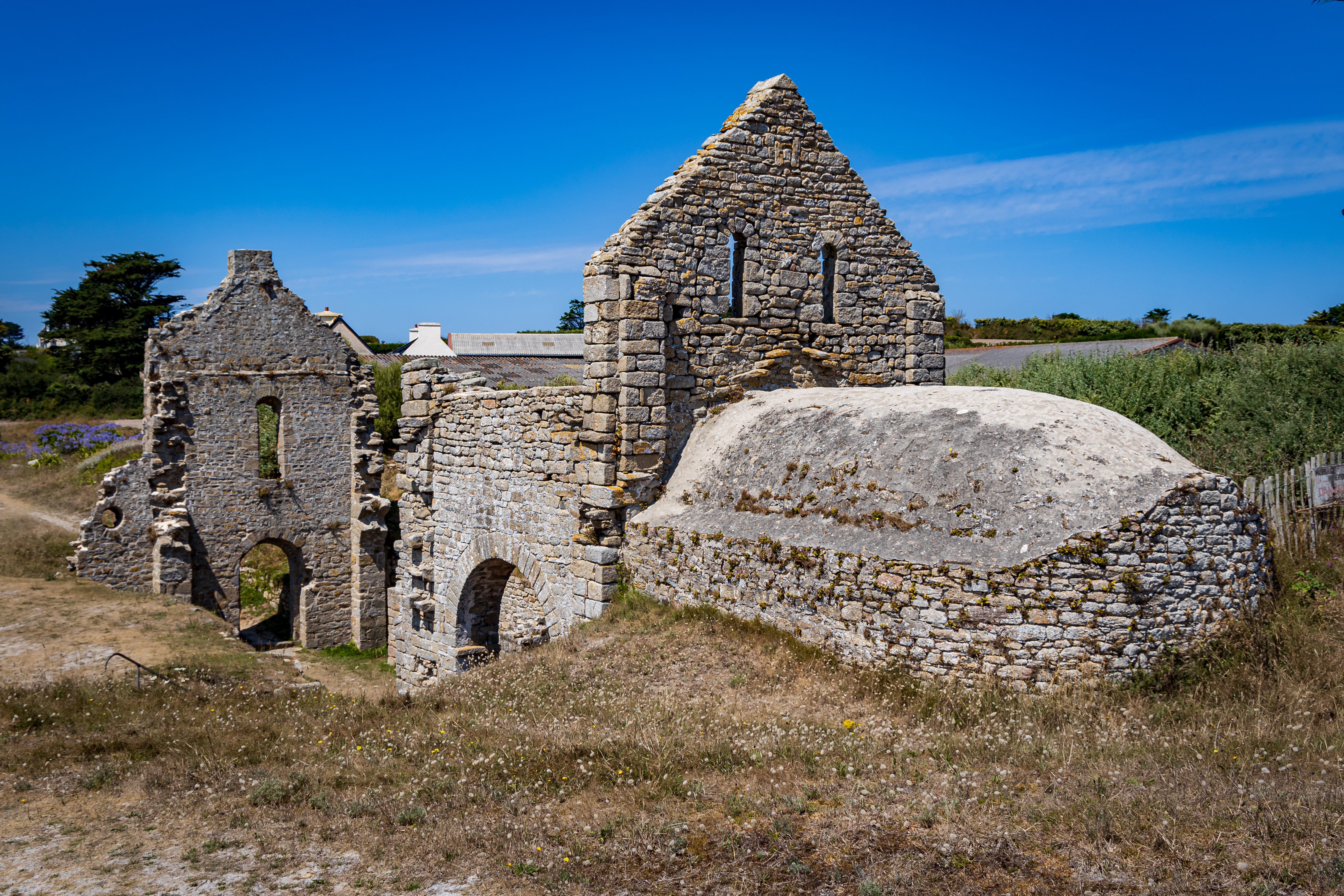
Ruine der romanischen Kapelle Sainte-Anne
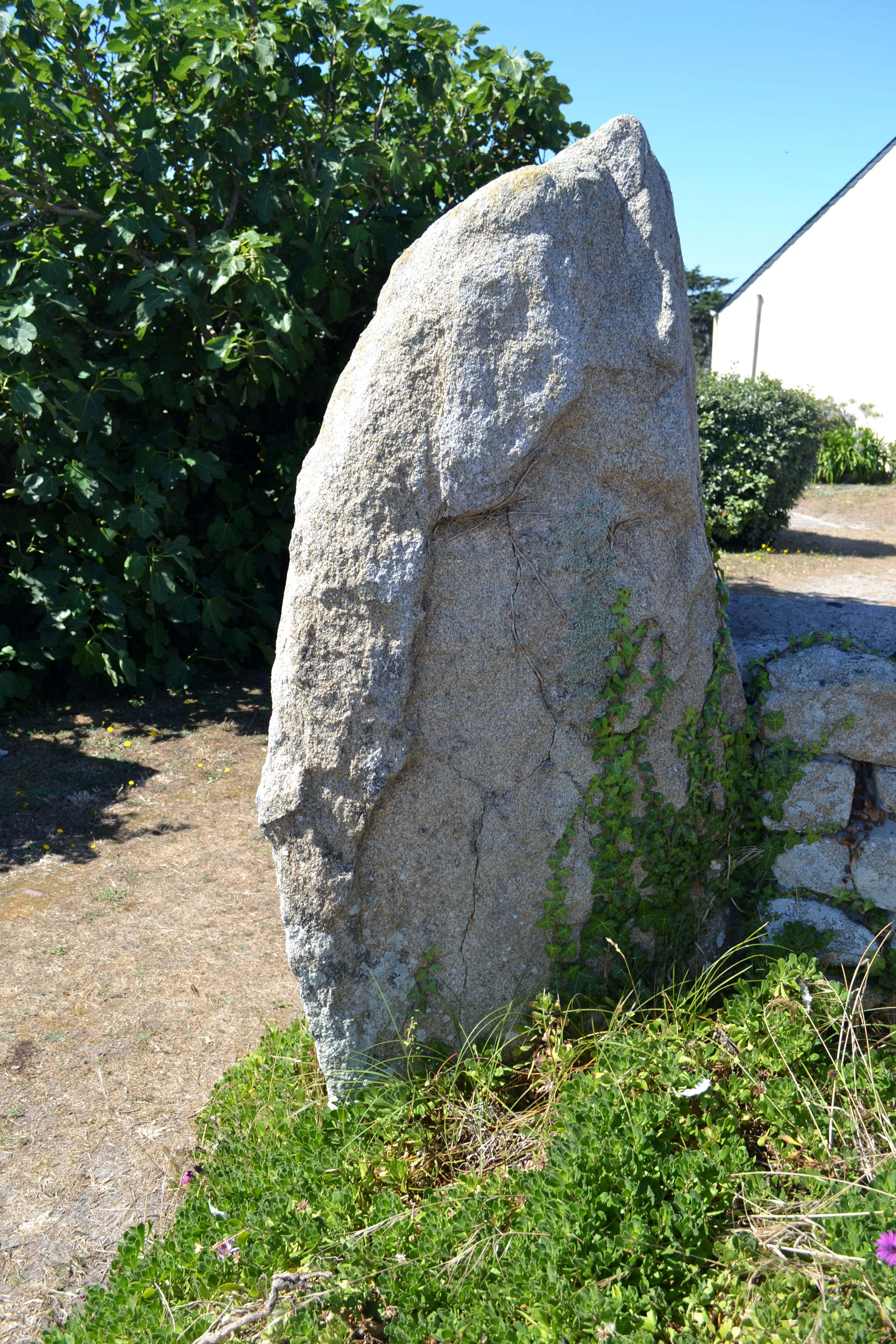
Menhir de Creach ar Bolloch
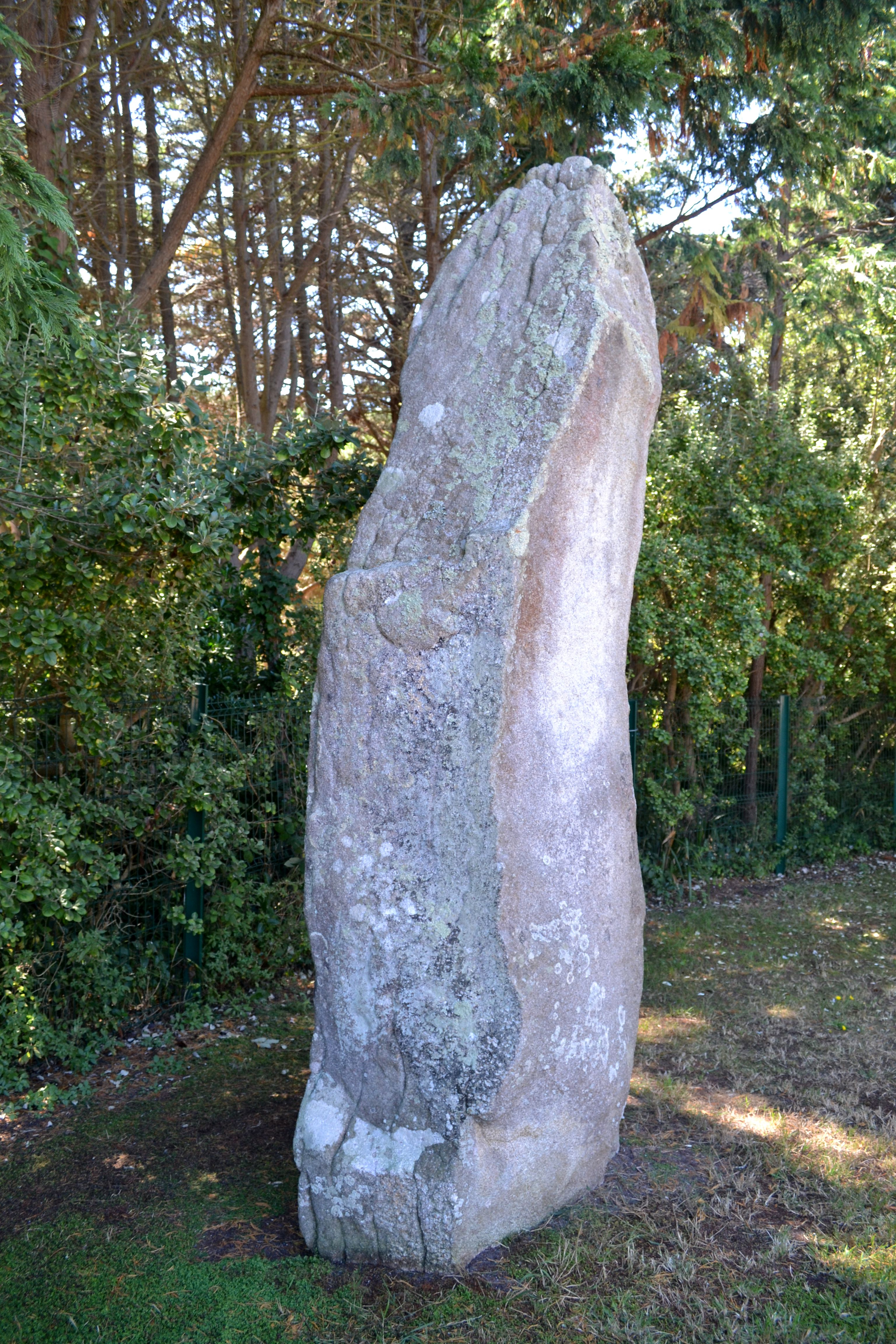
Menhir de Penn ar C'hleguer
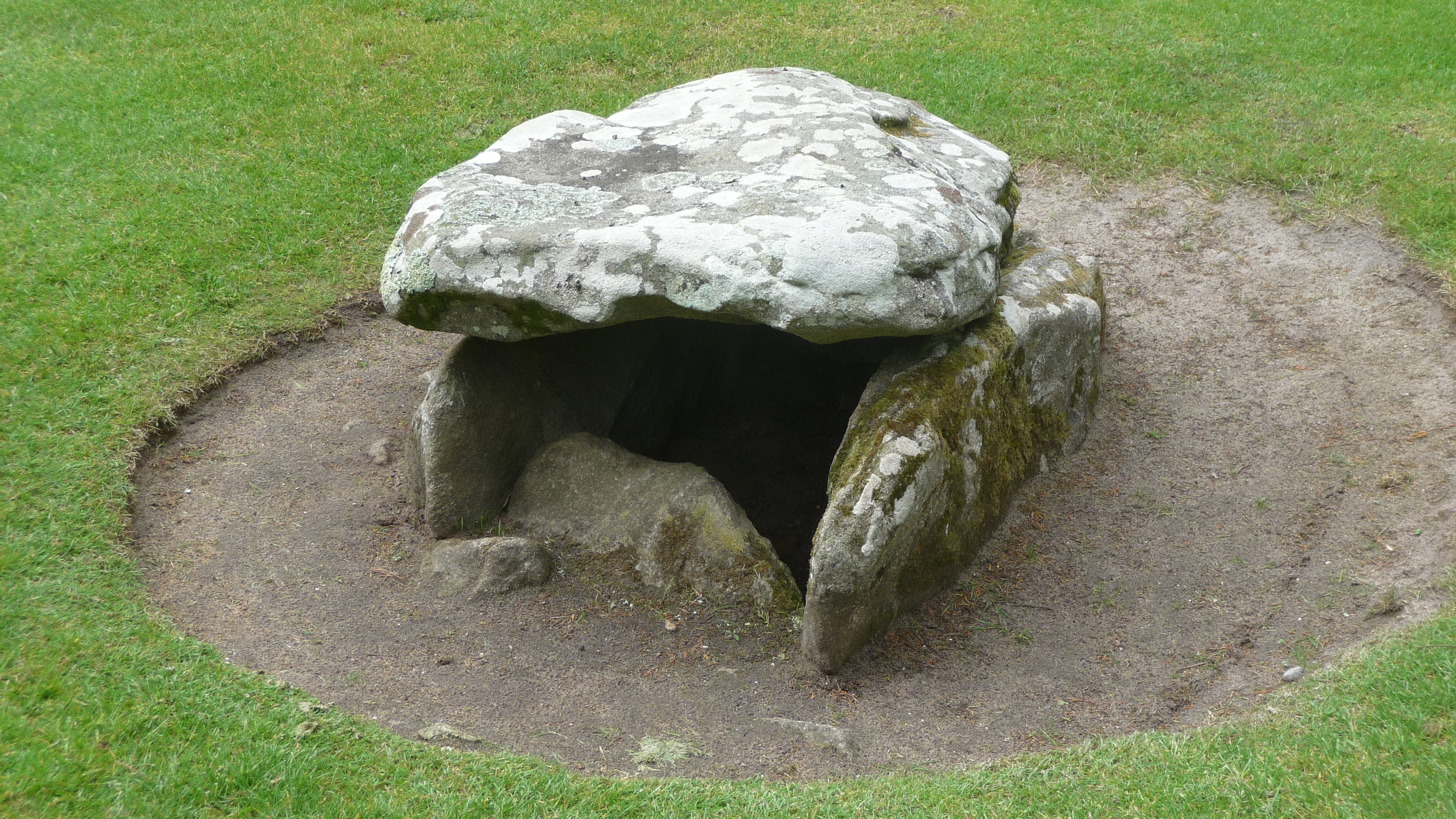
Nécropole de Penn ar C'hleguer